# 희망친구 기아대책
희망친구 기아대책(Friends of Hope, Korea Food for the Hungry International (KFHI))은 대한민국 최초의 국제구호개발 NGO로, 1989년부터 국내외 빈곤 문제 해결에 앞장서 왔다. 기아대책은 경제적·사회적·정서적·영적 빈곤으로부터 고통받는 이웃의 회복과 자립을 위해 국내복지·국제구호개발·사회적경제 등 다양한 사업을 펼치고 있다. 현재 전 세계 40여 개국에 400여 명의 기대봉사단이 파견돼 활동하고 있다.

## 하는 일

### 국제구호개발
희망친구 기아대책은 가장 취약한 지역의 아동과 공동체를 대상으로 기대봉사단을 직접 파견하여 회복을 돕고 지속가능한 발전을 이룰 수 있도록 도움을 제공한다.
기대봉사단은 아동을 중심으로 공동체의 변화를 이끌어내는 방식으로, 교육·보건의료·생계지원·인도적지원·영성지원 등 사업을 펼치고 있다.
아동개발 프로그램, 예방접종과 같은 모자 보건, 금융 역량 교육 등을 지원하여 현지마을의 지속적인 성장을 돕고, 학교나 우물, 빗물저장탱크 등 필요한 인프라를 구축한다. 또한, 재해로 피해를 입은 국가의 복구를 빠르게 돕는다.

### 국내복지
희망친구 기아대책은 국내 빈곤 문제 해결을 위해 아동·가정·공동체를 대상으로 복지사업을 수행하고 있다. 삶의 질을 개선하고 역량 강화를 통해 온전한 회복과 자립을 이룰 수 있도록 취약계층 아동·청소년·청년 지원, 위기가정·무연고아동 지원, 옹호연구 등 다양한 사업을 전문적으로 실천한다. 또한, 복지시설 운영과 유관기관 협력을 통해 지역사회복지를 실현함으로 지속가능한 변화를 만들어간다.

### 북한사업
희망친구 기아대책은 북한의 어려운 이웃을 돕고 통일에 대비하기 위해 다양한 사업을 전개하고 있다. 기아대책은 통일세대가 될 아동들의 교육·보건·영양을 지원하고, 마을의 소득모델 창출, 산림복구 등을 통해 공동체 회복과 자립을 돕는다. 또한, 전염병이나 자연재해로 갑작스럽게 피해를 입은 지역에 도움을 제공하며, 국제적 연대와 통일교육 등을 통해 평화통일에 대비하고 있다.

### 다문화사업
희망친구 기아대책은 국내 아동·청소년 인구의 약 4%(57만여 명)인 국내 다문화, 이주배경가정의 온전한 정착을 위한 사업을 수행하고 있다. 긴급히 필요한 생계·주거·의료에 대한 지원과, 상대적으로 취약한 교육·심리상담·영성에 대한 지원으로 전인적인 회복을 돕는다. 또한, 유관기관과의 협력을 통해 각 가정의 다양한 상황에 적합한 전문적이고 지속가능한 변화를 만들어간다.

### 행복한나눔
희망친구 기아대책은 사회적기업 행복한나눔을 통해 나눔가게·자립 프로그램을 운영하며 국내외 어려운 이웃의 자립을 돕고 있다. 나눔가게는 가정에서 더 이상 사용하지 않는 제품 또는 기업의 재고상품 등을 기증받아 자원을 선순환하고, 판매 수익금을 취약계층에게 후원하고 있다. 또한 싱글맘 수공예 비즈니스, 취약계층 커피 교육을 통한 일자리 연계로 자립 역량을 기르도록 돕는다.

## 역사
- 1989. 10. 24 국내 최초의 해외를 돕는 NGO 창립 이사회 개최 (초대회장 최태섭 장로 취임)
- 1990. 12 해외 구호활동 시작(방글라데시, 케냐, 페루 등 7개국)
- 1991.5.21 제 1회 자선달리기 대회(최초의 자선달리기 행사)
- 1992. 2.6 ‘생명의 양식’ 밥그릇 저금통 제작,배포 시작
- 1992. 10.22 제 1호 기아봉사단원(전문인 선교사) 파송(우간다/류형열,이민자 선교사)
- 1995.1 일본 고베지진 긴급구호팀 파견
- 1995. 3 해외어린이 결연사업 시작(필리핀, 몽골 등 5개국)
- 1997. 3 북한 분유 보내기 캠페인
- 1999. 9 1호 행복한나눔 개점
- 1999. 10 기구 창립 10주년 모금만찬 행사 '굶주림 없는 세상을 위한 기아대책의 밤'
- 2008. 6 제1회 한톨나눔축제 진행
- 2009. 5 기아대책 20주년 회고록 '복떡방이야기' 출간
- 2010. 1 아이티 지진 긴급구호
- 2010. 3 칠레 지진 긴급구호
- 2010. 4 중국 칭하이성 지진 긴급구호
- 2011. 12 Web Award Korea 사회공헌분야 최우수상 수상
- 2016. 9 제1회 희망월드컵 개최
- 2017. 9 유엔 경제사회이사회(UN ECOSOC)특별협의지위(Special Consultative Status) 획득
- 2018. 9 제2회 HOPE CUP 개최 (희망월드컵 명칭 변경)
- 2019. 10 창립 30주년
- 2019.12 희망친구 기아대책으로 CI변경
- 2022.3 지형은 이사장 취임